# BG Hagen
O Basketballgemeinschaft Hagen e. V. é um clube de basquetebol baseado em Hagen, Alemanha que atualmente disputa a Liga Regional Oeste, correspondente à quarta divisão do país. Foi fundado em 1975 e manda seus jogos no Otto-Densch-Halle Eilpe.

## Histórico de Temporadas
| Temporada | Nível | Liga         | Pos. | Resultado |
| --------- | ----- | ------------ | ---- | --------- |
| 2008-09   | 4     | Regionalliga | 12º  |           |
| 2009-10   | 4     | Regionalliga | 13º  |           |
| 2010-11   | 4     | Regionalliga | 12º  |           |
| 2011-12   | 4     | Regionalliga | 12º  |           |
| 2012-13   | 4     | Regionalliga | 5º   |           |
| 2013-14   | 4     | Regionalliga | 2º   |           |
| 2014–15   | 4     | Regionalliga | 5º   |           |
| 2015–16   | 4     | Regionalliga | 4º   |           |
| 2016–17   | 4     | Regionalliga | 3º   |           |
| 2017-18   | 4     | Regionalliga | 5º   |           |
| 2018-19   | 4     | Regionalliga | 3º   |           |

fonte:eurobasket

## Títulos

### Regionalliga Oeste
- Finalista (1): 2013-14